# Французька Полінезія та Європейський Союз
Відносини між Французькою Полінезією та Європейським Союзом ґрунтуються на тому, що Французька Полінезія є країною і заморська територія Європейського Союзу (тобто територія держави-члена, розташована за межами Європейський Союз).

## Допомога розвитку
Французька Полінезія виграла від 9º Європейський фонд розвитку професійного навчання на суму 20,65 млн євро. у рамках 10-й фонд отримав 19,79 млн євро.

## Винятки з політики спільноти
| Держави-члени та території | У союзі? | Застосування права Союзу   | Виконання в судах | Євратом | Союзне громадянство | Вибори до парламенту | Простір Шенгену | Зона ПДВ | Союзна митна територія | Ринок загальний       | Єврозона                     |
| -------------------------- | -------- | -------------------------- | ----------------- | ------- | ------------------- | -------------------- | --------------- | -------- | ---------------------- | --------------------- | ---------------------------- |
| Французька Полінезія       | Ні       | Мінімальний додаток (PTOM) | Так               | Так     | Так                 | Так                  | Ні              | Ні       | Ні                     | Часткове застосування | Ні (XPF прив'язаний до євро) |